# 325

## Събития
- Първи Никейски събор